# قرطل آباد
قرطل آباد هي قرية قديمة [الإنجليزية]
 تبعد 80 ميلًا عن جنوب إكبتان (همدان القديمة). تأسست هذه القرية في العصر الساساني. أسسها موبد قرطل [الإنجليزية]
 (الكاهن الزرادشتي كارتير)، الذي سميت المدينة باسمه. إن لفظ آباد هو ما يعادل بورغ في الدول الأوروبية، وتعني مدينة.